# Huisseau-sur-Mauves

Huisseau-sur-Mauves este o comună în departamentul Loiret din centrul Franței. În 1 ianuarie 2022 avea o populație de 1.754 de locuitori.